# 陸奥部屋
陆奥部屋（日语：／ Michino-Beya）是从属于日本相扑协会時津風一門的相扑部屋。陸奥部屋成立於1974年。截至2023年1月，陸奥部屋共有12名现役力士。
2024年4月3日，陸奧親方到了65歲退休年齡，宣佈部屋關閉，8名力士一半引退,一半移籍至時津風一門的音羽山部屋。